# 博伊里弗 (明尼蘇達州)
博伊里弗（英語：Boy River）是一個位於美國明尼蘇達州卡斯縣的城市。

## 人口
根據2020年美國人口普查的數據，博伊里弗的面積為0.97平方千米，當中陸地面積為0.97平方千米，而水域面積為0.00平方千米。當地共有人口26人，而人口密度為每平方千米27人。